# Ёмкин, Геннадий Максимович
Геннадий Максимович Ёмкин (род. 8 февраля 1961, Арзамас-75) — российский поэт, прозаик. Член Союза писателей России. Лауреат Всероссийской литературной премий имени Михаила Юрьевича Лермонтова (2016), лауреат премий журнала «Русское Эхо», литературного альманаха «Арина», Нижегородской писательской организации за лучшую поэтическую книгу (2014), победитель XXVII Международного литературного конкурса имени Андрея Платонова «Умное сердце» (2020).

## Биография
Родился 8 февраля 1961 году в закрытом городе Арзамасе-75 (ныне Саров), Горьковской области. В 1976 году завершил обучение в восьмом классе средней общеобразовательной школы №5. Сразу поступил учиться в Лукояновское педагогическое училище, получил специальность преподаватель физкультуры. Окончив училище в 1979 году возвратился в свой родной город. Успешно сдал вступительные экзамены на биолого-химический факультет Арзамасского педагогического института, однако осенью 1979 года был призван в ряды Советской Армии. Службу проходил на территории Туркмении, затем на Дальнем Востоке по специальности "авиационное вооружение". Участник военной спецопераций на территории республики Афганистан. Из рядов армии Демобилизовался в декабре 1981 года. Возобновил обучение в институте, позже успешно закончил учебное заведение.  
На протяжении всей своей жизни работал инструктором по спорту, преподавателем физкультуры, педагогом-организатором, лаборантом, дворником, инженером, техником, кочегаром. Некоторое время был частным предпринимателем. В последние годы работает в строительстве.
Геннадий Максимович является автором четырёх сборников поэтического творчества. Член Союза писателей России с 2007 года. С 1987 года его произведения печатались во многих изданиях России. Также его творчество публиковалось в журналах и альманахах Белоруссии, Казахстана, Германии, Болгарии. Немало стихотворений посвящены участию в боевых действиях на территории Афганистана. В 2016 году стал лауреатом Всероссийской литературной премии имени М.Ю. Лермонтова.
Проживает в Сарове Нижегородской области.  

## Премии и награды
- лауреат премии журнала «Русское Эхо»,
- лауреат премии литературного альманаха «Арина»,
- 2014 - лауреат премии Нижегородской писательской организации за лучшую поэтическую книгу,
- 2016 - лауреат Всероссийской литературной премией имени Михаила Юрьевича Лермонтова (за книгу стихотворений «Княжий щит» и литературное творчество последних лет),
- 2020 - победитель XXVII Международного литературного конкурса имени Андрея Платонова «Умное сердце».